# Thamnosophis stumpffi
Thamnosophis stumpffi — вид змій родини Pseudoxyrhophiidae. Ендемік Мадагаскару.

## Поширення і екологія
Thamnosophis stumpffi мешкають в регіоні Самбірано на північному заході острова Мадагаскар та на сусідньому острові Нусі-Бе. Вони живуть в рівнинних тропічних лісах.

## Збереження
МСОП класифікує цей вид як вразливий. Thamnosophis stumpffi загрожує знищення природного середовища.